# Musée de Bulla Regia
Le musée de Bulla Regia est le petit musée du site tunisien de Bulla Regia ouvert depuis 1982.
Il ne contient qu'une infime partie des découvertes archéologiques effectuées depuis la fin du XIXe siècle, et surtout le début du XXe siècle, les découvertes majeures ayant été déposées au musée national du Bardo.
Ne comportant que deux salles, le musée est davantage un antiquarium et constitue un complément à la visite du site.

## Salle punique et numide
Quelques stèles puniques et néo-puniques avec des représentations du signe de Tanit ou des représentations humaines occupent une partie de la salle. Les vestiges d'un temple présumé avoir été dédié à Tanit en occupent le centre, en particulier un chapiteau ionique avec les motifs d'un signe de Tanit sur l'une de ses faces.

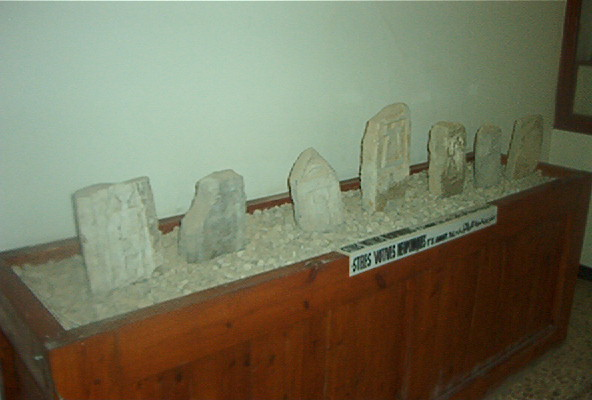
Groupe de stèles.
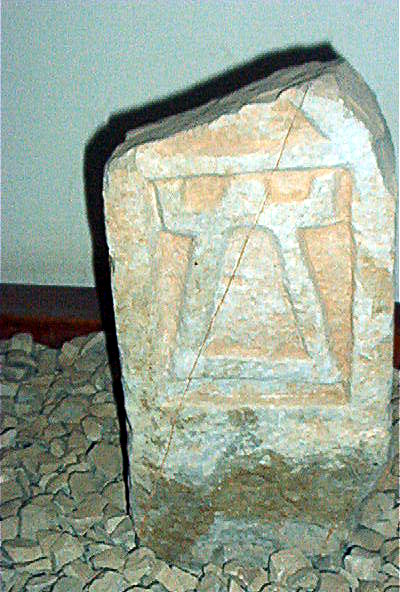
Stèle avec signe de Tanit.

## Salle romaine
Dans la seconde salle, on trouve des caissons funéraires sculptés qui abritaient les cendres de défunts. Un grand nombre de caissons a été découvert au tout début des fouilles sur le site archéologique à l'extrême fin du XIXe siècle. Un petit médaillon de mosaïque représentant la tête de Méduse est exposée dans la même salle. Enfin, il s'y trouve une représentation sculptée d'une notable locale possédant des traits naïfs.

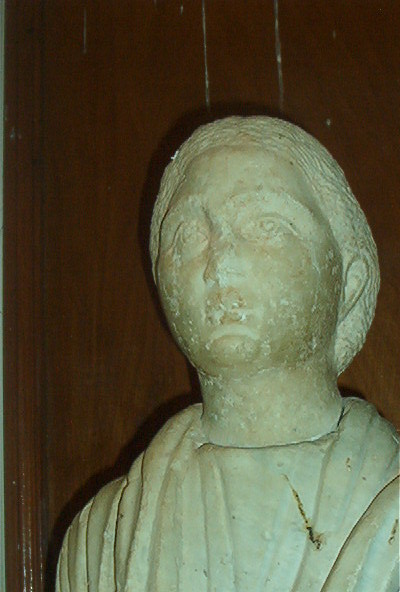
Détail de la statue de notable.
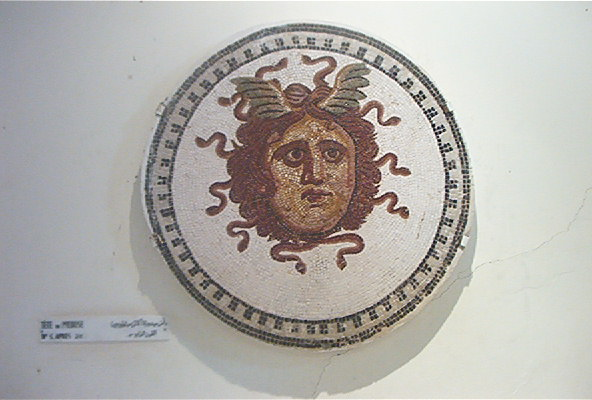
Médaillon de mosaïque représentant Méduse.
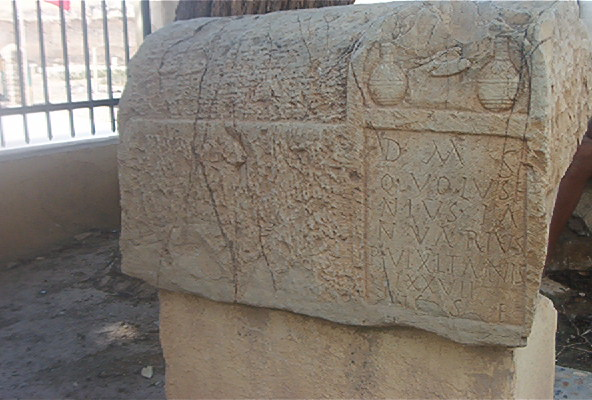
Caisson funéraire devant le musée.